# Di Natale (singolo)
Di Natale è un singolo del rapper italiano Dani Faiv, pubblicato il 10 novembre 2023 come primo estratto dal secondo EP Ultimo piano.

## Descrizione
Il brano è una dedica al calciatore Antonio Di Natale, ex attaccante dell'Udinese.

## Tracce
1. Di Natale – 2:23